# 品川正治
品川 正治（しながわ まさじ、1924年7月26日 - 2013年8月29日）は、元・日本火災海上保険（現損害保険ジャパン）会長で、経済同友会終身幹事、財団法人国際開発センター会長。財界人としては珍しく、新自由主義的な経済政策への批判、平和主義・護憲の立場から発言や運動を行っていた。「平和・民主・革新の日本をめざす全国の会」（全国革新懇）の代表世話人。

## 経歴・人物
兵庫県神戸市出身。第二次世界大戦中の1944年12月、旧制神戸二中（現・兵庫県立兵庫高等学校）卒、旧制第三高等学校在学中に大日本帝国陸軍に召集され、中国戦線に出兵する。戦闘で負傷し、散弾の破片を体内に残していた。中国で二等兵のまま終戦を迎え、抑留の後、1946年に復員。帰国の復員船で日本国憲法草案を伝える新聞を読み、強い感動を覚えたと語っている。
1949年、東京大学法学部政治学科卒業。同年日本火災海上保険（現損害保険ジャパン）に入社。同社社長（1984-1989年）、会長（1989-1991年）を歴任。1991年より相談役。
1993年から1997年まで経済同友会副代表幹事・専務理事を歴任。その後同終身幹事に就任する。2004年、財団法人国際開発センター理事・会長に就任。
実業界、経済同友会での経歴から財界人との人的つながりを持つとされる。新自由主義的への批判と護憲という共通点から日本共産党が主催する赤旗まつりへの参加や、同党と共闘する政治運動「平和・民主・革新の日本をめざす全国の会」（全国革新懇）の代表世話人の一員を務めた。
2013年8月29日午前4時45分、食道癌のため東京都三鷹市の病院で死去。89歳没。岩波書店の『世界』に回顧録「戦後歴程」を連載していたが、絶筆となった。

## 著書

### 単著
- 『戦争のほんとうの恐さを知る財界人の直言』（新日本出版社、2006年）
- 『9条がつくる脱アメリカ型国家―財界リーダーの提言』（青灯社、2006年）
- 『これからの日本の座標軸』（新日本出版社、2006年）
- 『戦後歴程―平和憲法を持つ国の経済人として』（岩波書店、2013年　『世界』に連載されていたものの再録）

### 共著
- 『憲法を変えて戦争に行こう―という世の中にしないための18人の発言』（井筒和幸・井上ひさし・香山リカ・姜尚中・木村裕一・黒柳徹子・猿谷要・辛酸なめ子・田島征三・中村哲・半藤一利・ピーコ・松本侑子・美輪明宏・森永卓郎・吉永小百合・渡辺えり共著、岩波書店：岩波ブックレット、2005年、ISBN 4000093576）
- 『遺言 「財界の良心」から反骨のジャーナリストへ』（斎藤貴男共著、青灯社、2013年）

### 共編著
- 『日本企業のコーポレート・ガバナンスを問う』（牛尾治朗共著、商事法務研究会、2000年）

### 対談
- 『志位和夫日本共産党委員長 品川正治経済同友会終身幹事 響き合い対談』（志位和夫と対談、日本共産党中央委員会出版局、2008年）